# Felix Brodbeck
Felix Claus Brodbeck (* 31. Mai 1960 in Hamburg) ist ein deutscher Psychologe und Professor für Wirtschafts- und Organisationspsychologie an der Ludwig-Maximilians-Universität München. Seine Arbeitsschwerpunkte sind die Arbeits- und Organisationspsychologie, Interkulturelle Psychologie und Ökonomische Psychologie.

## Akademischer Werdegang
Felix Brodbeck legte sein Abitur 1979 am Max-Planck-Gymnasium in München ab und begann nach einem halben Jahr als wehrpflichtiger Soldat und einem Jahr als Zivildienstleistender in einem Jugendwohnheim für schwererziehbare Jugendliche sein Studium der Psychologie an der Ludwig-Maximilians-Universität München.
In den Jahren 1983 und 1984 studierte er, unterstützt durch ein Fulbright-Stipendium, „Basic and Applied Neurocognition“ in New York City an der City University of New York und der Columbia University. Nach studienbegleitender praktischer Tätigkeit in SEP-neurologischer Diagnostik am Mount Sinai Hospital (New York) und EEG-neurologischer Diagnostik in der Schlafforschung am LMU Klinikum für Psychiatrie und Psychotherapie in München, sowie Nebenfachstudien der Soziologie, Philosophie und Informatik an der LMU München, beendete er im Jahr 1987 sein Studium als Diplompsychologe, mit Schwerpunkt Klinische Psychologie und einer Diplomarbeit über computerunterstütztes Lernen in der Pädagogischen Psychologie, die in zwei Publikationen mündete.
Von 1987 bis 1991 arbeitete er als DFG-Projektmitarbeiter an der LMU München, am Lehrstuhl für Organisations- und Wirtschaftspsychologie von Lutz von Rosenstiel, im Bereich der Mensch-Maschine Interaktion. Gemeinsam mit seinem Doktorvater, Michael Frese, publizierte er in dieser Zeit Werke über das Arbeiten mit dem Computer. und über Fehler am Computerarbeitsplatz.
Von 1991 bis 1994 war Felix Brodbeck als wissenschaftlicher Mitarbeiter an der Justus-Liebig-Universität in Gießen am Lehrstuhl für Arbeits- und Organisationspsychologie von Michael Frese tätig. Dort promovierte er 1993 zum Thema Kommunikation und Leistung in Software-Entwicklungsprojekten. Nach einem mehrmonatigen Forschungsaufenthalt an der University of Sheffield, bei Michael A. West und Peter B. Warr, wo er erste grundlegende Arbeiten über die Messung und Verbesserung von Gruppenleistungen anfertigte, kehrte Felix Brodbeck 1994 wieder zurück an die Ludwig-Maximilians-Universität. In diesem Jahr erhielt er zwei Auszeichnungen für seine Dissertation (s. u.), begann mit den Arbeiten zum GLOBE-Projekt (s. u.), und sein erster Sohn wurde in München geboren.
Von 1994 bis 1999 habilitierte er am Lehrstuhl für Sozialpsychologie von Dieter Frey an der LMU München über sozialinteraktive Prozesse, die mit synergetischen Effekten bei der Erbringung von Gruppenleistung verbunden sind. Noch im gleichen Jahr wurde sein zweiter Sohn geboren, und Felix Brodbeck erhielt einen Ruf auf den Lehrstuhl für Organisations- und Sozialpsychologie an die Aston University in Birmingham, UK, wo er im Sommer 2000, gemeinsam mit Michael A. West, die Nachfolge der Aston Group antrat und als Group Convenor (von 2002 bis 2007) der, inzwischen in Work and Organisational Psychology (WOP) Group umbenannten, Abteilung vorstand.
Im Jahr 2007 nahm Brodbeck einen Ruf an die LMU München an und trat die Nachfolge von Lutz von Rosenstiel am Lehrstuhl für Wirtschafts- und Organisationspsychologie an. Seitdem lehrt und forscht er in verschiedenen Bereichen der AOW-Psychologie am Department Psychologie der LMU München, das er von 2010 bis 2012 als Direktor auch leitete.
Während seines gesamten akademischen Werdegangs lehrte und forschte Felix Brodbeck zudem an verschiedenen weiteren Universitäten und Bildungseinrichtungen im Ausland, wie etwa der Universität Innsbruck, der Hotelfachakademie Kaiserhof Meran, der Wharton School of Management Pennsylvania, dem Chartered Institute of Personnel Development London und der Victoria University of Wellington.

## Wirken
Von 1989 bis 1994 war Felix Brodbeck Mitglied der DIN/ISO 9241-Arbeitsgruppe „Human-Computer-Interfaces“ als Experte für Mensch-Computer Interaktion. Und von 1994 bis 2007 war er Mitglied der Steuerungsgruppe des GLOBE-Projekts (Global Leadership and Organisational Behavior Effectiveness) und Country-Co-Investigator (CCI) für Deutschland. GLOBE war damals ein internationaler Forschungsverbund von 170 Wissenschaftlern aus über 60 Ländern, der 1993 an der Wharton School of Management, Pennsylvania (USA), unter Leitung von Robert House ins Leben gerufen wurde. Im Jahre 2020 wurde das GLOBE-Projekt vergrößert, so dass inzwischen Daten aus über 140 Ländern, unter Beteiligung von über 400 Wissenschaftlern, gesammelt wurden, die für interkulturelle Vergleiche zur Verfügung stehen. Seit 2018 ist Felix Brodbeck Mitglied des GLOBE Board of Directors.
Neben seiner akademischen Tätigkeit ist er seit Ende der 1980er Jahre als freier Unternehmensberater tätig. Von 2007 bis 2018 war er Partner und Gesellschafter der LOGIT Management Consulting GmbH, einem auf Organisationsdiagnose (OD) und Organisationsentwicklung (OE) spezialisierten Unternehmen, in dessen Namen er diverse mittelständische Firmen, weltweit agierende Großkonzerne und nationale Forschungskörperschaften betreute.
Im Zeitraum zwischen 2007 und 2010 war er Redakteur der Zeitschrift OrganisationsEntwicklung (ZOE). Bis heute ist er weiterhin als Berater und Mitglied in den Editoral Boards diverser Fachzeitschriften tätig. Außerdem agierte er als Gutachter für zahlreiche internationale Fachzeitschriften sowie Forschungsstiftungen, wie beispielsweise der American Psychological Association (APA), der Deutschen Forschungsgemeinschaft (DFG) oder der British Academy (Humanities and Social Sciences).
Zusammen mit Ralph Woschée und Erich Kirchler ist er seit 2014 Herausgeber der praxisorientierten und wissenschaftlich fundierten Buchreihe „Die Wirtschaftspsychologie“, eine an Studenten, Praktiker und Hochschullehrer gerichtete evidenzbasierte Übersicht über praktisch relevante wissenschaftliche Erkenntnisse der psychologischen Teildisziplinen der Arbeits-, Organisations- und Personalpsychologie. Insgesamt verfasste er acht Bücher und publizierte mehr als hundert wissenschaftliche Fach- und Praxisartikel. Darüber hinaus betreute er knapp 30 Doktoranden, sowie diverse Abschlussarbeiten im mittleren dreistelligen Bereich (Stand: Januar 2023).

## Schwerpunkte in Forschung und Lehre
Felix Brodbeck forschte im Rahmen seiner wissenschaftlichen Laufbahn an diversen Thematiken, darunter insbesondere zu den Konzepten interkulturelle Führung und Management, Organisationskultur, Diversität und Dissenz in Gruppen, kollektive Informationsverarbeitung, Problemlösung und Entscheidungsfindung, Handlungs- und Fehlhandlungsprozesse, Mensch-Computer Interaktion, Gruppenleistung und quantitativen sowie qualitativen Forschungsmethoden.
Seine akademische Lehrtätigkeit umfasst die Bereiche Arbeits- und Organisationspsychologie, Personal-, Wirtschafts- und Marktpsychologie, Ökonomische Psychologie, Sozialpsychologie, Kulturvergleichende Psychologie und Methoden der angewandten und (feld-)experimentellen Forschung.

## Auszeichnungen
- 2020 Best Paper Award des Negotiation and Conflict Management Journal
- 2014 Fellow of the IAAP (International Association of Applied Psychology)
- 2011 Best Paper Award der Society of Industrial and Organizational Psychology (SIOP)
- 2009 Ursula Gielen Global Psychology Book Award der American Association for Psychology (APA, Division 52) für das Werk: "Culture and Leadership Across the World: The GLOBE Book of In-Depth Studies of 25 Societies”
- 2005 Auszeichnung der Financial Times für das Programm „Organizational Behavior“, durchgeführt von der WOP Group an der Aston Business School, als „Best in Organisational Behaviour in Europe“ im Rahmen der Evaluation „Masters in Management 2005“
- 2004/05 M. Scott Myers Award for applied research in the workplace der Society for Industrial and Organizational Psychology (SIOP), verliehen an die Mitglieder des GLOBE-Projekts
- 2003 Auszeichnung der London Times für das MBA-Programm „Organizational Studies“, durchgeführt von der WOP Group der Aston Business School, als „Best MBA course for Organisation Studies – worldwide“
- 1996–2000 Research Associate of MRC/ESRC Centre for Organization and Innovation, University of Sheffield
- 1995 Software-Ergonomics-Research-Award der deutschen Gesellschaft für Informatik e.V. und des German Chapter of the American Association for Computing Machinery (ACM) verliehen für die Dissertationsschrift
- 1994 Heinz-Heckhausen-Jungwissenschaftler-Preis der deutschen Gesellschaft für Psychologie (DGfP) verliehen für die Dissertationsschrift

## Schriften (Auswahl)
- Brodbeck, F. C., Kugler, K. G., Fischer, J. A., Heinze, J. & Fischer, J. (2021). Group-level integrative complexity: Enhancing differentiation and integration in group decision-making. Group Processes & Intergroup Relations, Vol. 24 (1), pp. 124–144.
- Kugler, K. G., Reif, J. A. M., Kaschner, T., & Brodbeck, F. C. (2018). Gender differences in the initiation of negotiations: A meta-analysis. Psychological Bulletin, 144(2), 198–222.
- Brodbeck, F. C. (2016). Internationale Führung: Das GLOBE Brevier in der Praxis. In: F. C. Brodbeck, E. Kirchler & R. Woschée (Hrsg.). Die Wirtschaftspsychologie (Band II). Springer Verlag, Berlin Heidelberg.
- Brodbeck, F. C., Kugler, K. G., Reif, J. A. M., & Maier, M. A. (2013). Morals Matter in Economic Games. PLoS ONE 8(12), 1–19.
- Brodbeck, F. C., Guillaume, Y. F., & Lee, N. (2011). Diversity as a multilevel construct: The Combined Effects of Dissimilarity, Group Diversity, and Societal Status on Learning Performance in Work Groups. Journal of Cross Cultural Psychology. 42 (7), 1198-1218.
- Brodbeck, F. C., Kerschreiter, R., Mojzisch, A., & Schulz-Hardt, S. (2007). Improving group-decision making under conditions of distributed knowledge: The Information Asymmetries Model. Academy of Management Review, 32 (2), 459-479.
- Schulz-Hardt. S., Brodbeck, F. C., Mojzisch, A., & Kerschreiter, R., & Frey, D. (2006). Group decision making in hidden profile situations: Dissent as a facilitator for decision quality. Journal of Personality and Social Psychology, 91 (6), 1080–1093.
- Chhokar, J.S., Brodbeck, F. C., & House, R.J. (2007). Culture and leadership across the world: The GLOBE Book of in-depth studies of 25 societies. Mahwah, NJ: LEA Publishers. (2nd Edition, 2008, 3rd Edition 2013).
- Brodbeck, F. C., Anderson, N., & West, M. A. (2000). Das Teamklima-Inventar: Handanweisung und Validierung der deutschsprachigen Version. Heidelberg: Hogrefe.
- Brodbeck, F. C., Frese, M. et al. (42 weitere Autoren) (2000). Cultural variation of leadership prototypes across 22 European countries. Journal of Occupational and Organizational Psychology, 73, 1–29.
- Brodbeck, F. C., Zapf, D., Prümper, J., & Frese, M. (1993). Error handling in office work with computers: A field study. Journal of Occupational and Organizational Psychology, 66, 303–317.